# Accidente (falacia)
En lógica, el accidente, falacia dicto simpliciter o un dicto simpliciter ad dictum secundum quid es una falacia que se comete al aplicar, de manera impropia, una generalización a casos individuales. Ocurre en un silogismo estadístico. Cuando se realiza a la inversa (aplicar un caso particular a una regla general) se comete una falacia de accidente inverso. La versión inductiva de esta falacia se llama generalización apresurada.
El accidente inverso es una de las trece falacias originalmente reconocidas por Aristóteles en sus Refutaciones sofísticas.

## Visión general
En forma lógica:
- X es una regla común y aceptada.
- Por lo tanto, no hay excepciones para X.

Por ejemplo, considérese el siguiente argumento:
1. Cortar a una persona con un cuchillo es un crimen.
2. Los cirujanos cortan personas con cuchillos.
3. Por lo tanto, los cirujanos son criminales.

Este es un argumento deductivamente válido, pero poco sólido.